# Parvistoma tenuicornis
Parvistoma tenuicornis – gatunek chrząszcza z rodziny sprężykowatych i podrodziny Prosterninae lub Morostominae.

## Taksonomia
Gatunek opisany został w 1902 przez E. J.-B. Fleutiaux jako Corymbites tenuicornis. W 1929 ten sam autor przeniósł go nowo utworzonego rodzaju Parvistoma i ustanowił jego gatunkiem typowym.

## Występowanie
Gatunek ten jest endemitem Madagaskaru.